# Eberhard von Selasen-Selasinsky
Eberhard Karl Gustav Alfred Hermann von Selasen-Selasinsky (* 8. September 1878 in Potsdam; † 18. Juli 1974 in Braubach am Main) war ein deutscher Offizier, Oberst, Vertrauter des preußischen Königshauses, Kaufmann und Kurdirektor.

## Leben

### Herkunft und Familie
Selasinsky war der einzige Sohn des preußischen Oberstleutnant Karl von Selasinsky und dessen Ehefrau Auguste, geb. Neuendorff, Tochter des nassauischen Obersts Eberhard Neuendorff und der Elisabeth Weltner.
Eberhard von Selasen war dreimal verheiratet. Er heiratete am 3. Oktober 1900 in Berlin Alice, geb. Wüstenberg (* 14. Juli 1881 in Berlin; gestorben 19. Mai 1917), Tochter des Bankiers Oskar Wüstenberg und der CäcilieBlumberg, bekam ein Kind, nämlich Joachim-Albrecht von Selasinsky (* 23. Juli 1901 in Bonn; gefallen 4. März 1919 im Straßenkampf in Berlin) und ließ sich schon am 21. Februar 1902 in Limburg scheiden. In zweiter Ehe heiratete er am 9. Februar 1904 in Wiesbaden Mary, geb. Vintzens (1881–1965), Tochter der Mary de la Condamine und des deutschen Konsuls August Vintzens und bekam mit ihr zwei Kinder, nämlich Axel von Selasinsky (* 19. November 1904 in Mainz; † 7. Oktober 1967 in Frankfurt am Main) und Wendelin (* 1907; † 1945), Leutnant d. Gebirgsjäger, Ltr. e. Großfarm in Tanga (Ostafrika). Auch hier ließ er sich am 6. Dezember 1936 scheiden. In dritter Ehe heiratete er am 25. Mai 1937 in Berlin Jutta, geb. Bronsart von Schellendorf (* 19. September 1904 in Darmstadt), Tochter der Gräfin Charlotte Eckbrecht von Dürckheim-Montmartin und des Gutsherrn Wilhelm Bronsart von Schellendorf auf Schettnienen (Ostpreußen).

### Karriere
Im frühen Alter besuchte er das Gymnasium zu Diedenhofen und ab 1893 die preußische Kadettenanstalt im Schloss Oranienstein in Diez, musste aber durch seinen Mangel an Englisch die vierte Klasse wiederholen. Er war mit Erich Pulkowski Teil der Selekta 98. Nachdem er eine ausgezeichnete Offiziersprüfung abgelegt und die allerhöchste Belobigung erhalten hatte, wurde er am 15. März 1898 dem Königin Augusta Garde Grenadier-Regiment Nr. 4 der preußischen Armee als Leutnant zugeteilt. Bis 1905 wirkte er im Infanterie-Leib-Regiment „Großherzogin“ (3. Großherzoglich Hessisches) Nr. 117 und wurde mit dem Erinnerungszeichen an die zweite Hochzeit Großherzog Ernst Ludwigs von 1905 ausgezeichnet. Am 10. September 1908 erfolgte seine Ernennung zum Oberleutnant unter gleichzeitiger Verwendung beim Großen Generalstab. Er gewann im Jahre 1909 die Berliner Ballonwettfahrt und kam mit seinem Ballon Pommern bis nach Plauen im Vogtland. Er begann im Jahre 1911 unter August Euler die Prüfung zum Flugzeugführer, musste sie aber wegen seiner Heirat abbrechen. Daneben war er auch kurzzeitig Mitglied der Wissenschaftlichen Gesellschaft für Luftfahrt. Am 18. Februar 1913 erfolgte seine Beförderung zum Hauptmann im Infanterie-Regiment (7. Lothr.) Nr. 158 in Paderborn.
Nach dem Ausbruch des Ersten Weltkrieges kämpfte er mit seinem Friedensregiment als Kompaniechef in Nordfrankreich und Belgien. Er nahm Mitte September 1914 im Rahmen der 13. Division an der Schlacht an der Aisne teil. Nachfolgend wirkte er als Brigadeadjutant bei Reims, Arras, La Basse-Vaivre und Lille. Danach wirkte er als I. Adjutant der 50. Infanterie-Division. Er über eine kurze Zeit Ordonnanzoffizier bei der Heeresgruppe Deutscher Kronprinz und auch beim Nachrichten-Kommando einer bulgarischen Armee. Im Jahre 1918 wurde er mit der Organisation eines weiblichen Nachrichtenkorps beauftragt. Über den Krieg wurde er mit dem Eisernen Kreuz I. Klasse, der Großherzoglich-Hessischen Tapferkeitsmedaille und dem Eisernen Halbmond ausgezeichnet.
Nach der Novemberrevolution schied er im Range eines Majors aus der preußischen Armee aus, zog wieder nach Paderborn und gründete dort im Januar 1919 die Ortsgruppe der DNVP. Er galt allgemein als Judengegner und beteiligte sich aktiv am Antisemitismus. Trotz seiner Bemühen erhielt die DNVP in der Reichstagswahl 1920 für den Kreis Paderborn nur 4 Prozent. Beruflich wirkte er in der Weimarer Republik als Kaufmann und Fabrikdirektor, so als angestellter Manager der Fahrzeugwerke Lueg in Bochum. Im November 1923 organisierte er als Freund Louis Müldner von Mülnheims die Heimreise des ehemaligen deutschen Kronprinzen Wilhelm von Preußen nach dessen Flucht aus dem Exil auf der niederländischen Insel Wieringen von der Grenzüberquerung bis zum Schloss Oels. Im Jahr 1924 wirkte er weiterhin als 1. Vorsitzender der DNVP in Paderborn und bezeichnete sich als Förderer der völkischen Bewegung. Am 19. Februar 1925 erhielt er die Erlaubnis zur Führung des Namens von Selasen-Selasinsky. Für die Reichspräsidentenwahl im März 1932 setzte er sich zusammen mit Joachim von Ostau und Günther von Einem, stets voller Bewunderung für das Kaiserhaus, für die Kandidatur des Kronprinzen Wilhelm ein. Auch sonst war er ein guter Freund des Kronprinzen. Im Jahre 1933 wirkte er bis 1935 als Kurdirektor in Baden-Baden. In dieser Position wurde er 1935 aufgrund Betrugsverdachts und Beamtenbestechung angeklagt, konnte sich aber vorübergehend mit seinem Spielbankdirektor Carol Nachman ins Ausland absetzen. Nach seiner Rückkehr konnte er sich eine Position als Bezirksleiter der Büssing AG in Braunschweig beschaffen.
Im Zweiten Weltkrieg wurde Selasen-Selasinsky reaktiviert und diente als Oberstleutnant der Luftwaffe. Er wirkte als Offizier im Stab des Luftwaffen-Bau-Regiment 3/XII im Besetzten Frankreich. In dieser Position betätigte sich Selasen-Selasinsky an unzähligen Raubzügen, darunter die Bibliothek der Familie Rothschild aus dem Schloss Reux und etwa 20 Ölgemälde. 1942 wurde er zum Kommandeur eines Luftwaffen-Bau-Regiment ernannt. Gegen Ende des Krieges erfolgte noch eine Beförderung zum Oberst und eine Festnahme durch amerikanischen Truppen aufgrund seiner Raubgüter. Seine gestohlenen Ölgemälde wurden beschlagnahmt, er konnte aber noch 1947 beim Amt für Vermögenskontrolle erfolgreich klagen, dass sie angeblich aus seinem Privatbesitz stammten.
Nach seiner Freilassung wirkte er als Spielbankberater des Oberbürgermeisters von Wiesbaden, wo er 1949 auf Anweisung der US-Militärregierung abgesetzt wurde. Er schaffte es aber trotzdem noch 1949 der Neuland KG unter der Führung seines ehemaligen Komplizen Carol Nachmans die Übernahme der Konzession für die Spielbank Wiesbaden zu geben und wurde fortan in der Verwaltung der Spielbank Wiesbaden beschäftigt. Er war Mitglied der Vereinigung zur Erhaltung deutscher Burgen, heute Deutsche Burgenvereinigung genannt.

## Werke
- Oranienstein und seine Kadetten. 1971[26]

## Genealogie
- Otto von Selasinsky: Geschichte der Familie von Selasinsky. Manuskriptdruck, Berlin-Friedenau 1916. DNB 362354480 DNB 127935347
- Gothaisches Genealogisches Taschenbuch der Adeligen Häuser. Alter Adel und Briefadel. 1922. Sechzehnter Jahrgang, Justus Perthes, Gotha 1921, S. 844 f. Siehe u. a. Internet Archive.
- Gothaisches Genealogisches Taschenbuch der Adeligen Häuser. Alter Adel und Briefadel. Zugleich Adelsmatrikel. 1930. Zweiundzwanzigster Jahrgang, Justus Perthes, Gotha 1929, S. 763 f. (Mit Wappen i. d. Vorseite). Siehe: FamilySearch (Kostenfrei).
- Gothaisches Genealogisches Taschenbuch der Adeligen Häuser. Zugleich Adelsmatrikel der Deutschen Adelsgenossenschaft. Teil B (Briefadel). 1942. Vierunddreißigster Jahrgang, Justus Perthes, Gotha 1941, S. 499 f. Siehe u. a. FamilySearch (Kostenfrei).
- Hans Friedrich von Ehrenkrook, Elsa von Bethmann, Carola von Ehrenkrook, Friedrich Wilhelm Euler, Johann Georg von Rappard, Hans-Jürgen von Witzendorff u. a.: Genealogisches Handbuch der Adeligen Häuser, B (Briefadel) 1954. Band I, Band 9 der Gesamtreihe GHdA, Hrsg. Deutsches Adelsarchiv, C. A. Starke, Glücksburg / Ostsee 1954, ISSN 0435-2408, S. 426 f.
- Walter von Hueck, Friedrich Wilhelm Euler: Genealogisches Handbuch der Adeligen Häuser, B (Briefadel) 1985. Band XVI, Band 86 der Gesamtreihe GHdA, Hrsg. Deutsches Adelsarchiv, C. A. Starke, Limburg an der Lahn 1985, ISSN 0435-2408, S. 398 f. (Mit Bildportrait).